# Mike James (ragbista)
Mike B. James (* 21. července 1973, Vancouver) je bývalý kanadský ragbista, který hrál jako hráč druhé řady. S klubem Stade Francais se stal trojnásobným vítězem francouzské ligy (2003, 2004, 2007). Jako hráč USA Perpignan zažil prohrané finále francouzské nejvyšší ligy v roce 1998 proti svému budoucímu týmu. V roce 2001 a 2005 se stal poraženým finalistou Evropského poháru mistrů. Několikrát hrál za tým Francouzských Barbarians.
Za Kanadu si připsal 57 zápasů (1994 – 2007) a byl jmenován do Kanadské ragbyové síně slávy. Zahrál si na čtyřech světových šampionátech. V roce 2002 byl v základní sestavě při senzační výhře nad Skotskem.
Po konci kariéry se stal hypotečním makléřem. V letech 2008 a 2009 byl trenér kanadského celku Burnaby Lake a následně do roku 2010 byl koučem British Columbia Bears.

## Klubová kariéra
- 1996–2000 USA Perpignan
- 2000–2007 Stade Francais